# Powiat Osterode am Harz
Powiat Osterode am Harz (niem. Landkreis Osterode am Harz) – dawny powiat w niemieckim kraju związkowym Dolna Saksonia. Siedziba powiatu znajdowała się w mieście Osterode am Harz. 1 listopada 2016 został przyłączony do powiatu Getynga.

## Podział administracyjny
Powiat Osterode am Harz składał się z:
- czterech miast
- jednej samodzielnej gminy (Einheitsgemeinde)
- dwóch gmin zbiorowych (Samtgemeinde)
- jednego obszaru wolnego administracyjnie (gemeindefreies Gebiet)

Miasta:
| Lp. | Nazwa miasta           | Ludność (31.12.2008) | Powierzchnia km² |
| --- | ---------------------- | -------------------- | ---------------- |
| 1   | Bad Lauterberg im Harz | 11.434               | 41,54            |
| 2   | Bad Sachsa             | 7.830                | 33,13            |
| 3   | Herzberg am Harz       | 14.209               | 71,88            |
| 4   | Osterode am Harz       | 23.993               | 102,46           |

Gminy samodzielne:
| Lp. | Nazwa gminy      | Ludność (31.12.2008) | Powierzchnia km² |
| --- | ---------------- | -------------------- | ---------------- |
| 1   | Bad Grund (Harz) | 9.119                | 41,18            |

Gminy zbiorowe:
| Lp. | Nazwa gminy     | Ludność (31.12.2008) | Powierzchnia km² | Liczba gmin |
| --- | --------------- | -------------------- | ---------------- | ----------- |
| 1   | Hattorf am Harz | 7.921                | 57,48            | 4           |
| 2   | Walkenried      | 4.849                | 20,97            | 3           |

Obszary wolne administracyjnie:
| Lp. | Nazwa obszaru | Ludność (31.12.2008) | Powierzchnia km² |
| --- | ------------- | -------------------- | ---------------- |
| 1   | Harz          | teren niezamieszkany | 267,37           |